# Mirror's Edge Catalyst
Mirror's Edge Catalyst è un videogioco action-adventure del 2016, sviluppato da Digital Illusions e pubblicato da Electronic Arts per PlayStation 4, Xbox One e Windows; si tratta del reboot di Mirror's Edge, titolo uscito nel 2008 per PlayStation 3, Xbox 360 e Windows.
Mirror's Edge Catalyst ha ricevuto recensioni miste da parte della critica specializzata al momento dell'uscita, con la maggior parte dei recensori che hanno lodato il gameplay e la grafica del gioco ma ne hanno criticato la storia e il sistema di combattimento.

## Trama
Sullo sfondo di una città futuristica (Glass), controllata da un regime totalitario , il conglomerato , Faith é una ragazza runner appena uscita dal riformatorio , obbligata dalla KrugerSec , a reinserirsi nella società trovandosi un lavoro. Lei , però, ha altre intenzioni e quindi non adempie a tali obblighi. Per mantenersi effettua consegne , correndo sui tetti della città. Nutre un forte senso di vendetta nei confronti di Gabriel Kruger , colui che ha ucciso i suoi genitori e sua sorella Kat quando era ancora una bambina. Terminare i conti in sospeso però non sarà così semplice , dato che la KrugerSec ha completo controllo sul territorio, grazie a sofisticate tecnologie e squadroni d'assalto, pronti a sopprimere ogni tentativo di destabilizzare l'ordine.

## Modalità di gioco
Mirror's Edge Catalyst è un gioco action-adventure in prima persona in cui il giocatore prende il controllo di Faith Connors, mentre progredisce attraverso una città futuristica chiamata Glass. Molto simile al primo titolo originale Mirror's Edge, i giocatori attraverseranno la città utilizzando il parkour per completare le missioni e combattere contro i nemici. I giocatori possono anche fare uso di oggetti ambientali, come zip-line, sporgenze e attrezzature come la corda MAG e il Disruptor per viaggiare attraverso gli edifici. Quando i giocatori segnano un obiettivo sulla loro mappa, la "prospettiva del Runner" di Faith viene attivata e alcuni oggetti dello scenario vengono evidenziati in rosso. Questi fungono da guide utili per condurre i giocatori verso il loro obiettivo. L'uso dei livelli e del gameplay lineare è stato trovato nel primo Mirror's Edge che lo ha sostituito con un mondo aperto e free-roaming. Questo dà ai giocatori più libertà in attraversamento, consentendo l'utilizzo di percorsi multipli per raggiungere il proprio obiettivo.
Oltre alle missioni della campagna, ci sono altre attività quali prove a tempo, gare e puzzle ambientali, oltre a numerosi oggetti collezionabili quali Falle-Rete o chip elettronici. Le meccaniche di combattimento del gioco hanno ricevuto una revisione e un nuovo sistema di combattimento, che è stato sviluppato come attraversamento fortemente enfatizzato nel gioco. Inoltre, anche se usato con parsimonia nel gioco precedente, Mirror's Edge Catalyst ha totalmente rimosso l'uso di armi da parte del giocatore, concentrandosi sul corpo a corpo con attacchi veloci in mischia che consentono di abbattere o eludere i nemici. Inoltre, facendo particolare attenzione ai nemici, Faith potrà schivare i loro colpi.
Mirror's Edge Catalyst contiene diverse funzioni multiplayer; la stessa DICE lo definisce "un gioco social". Mentre non ci sono missioni in cooperativa multiplayer o side-by-side, il gioco presenta un multiplayer asincrono in cui le azioni di un giocatore nel gioco possono influenzare il mondo per i giochi di altri giocatori. Tra questi ci sono le prove a tempo che, a differenza del gioco del 2008, non sono pre-definiti da DICE ma vengono impostati da un giocatore, per cui gli altri possono correre contro di loro a loro piacimento per i tempi più veloci.